# 比亞里卡國家公園

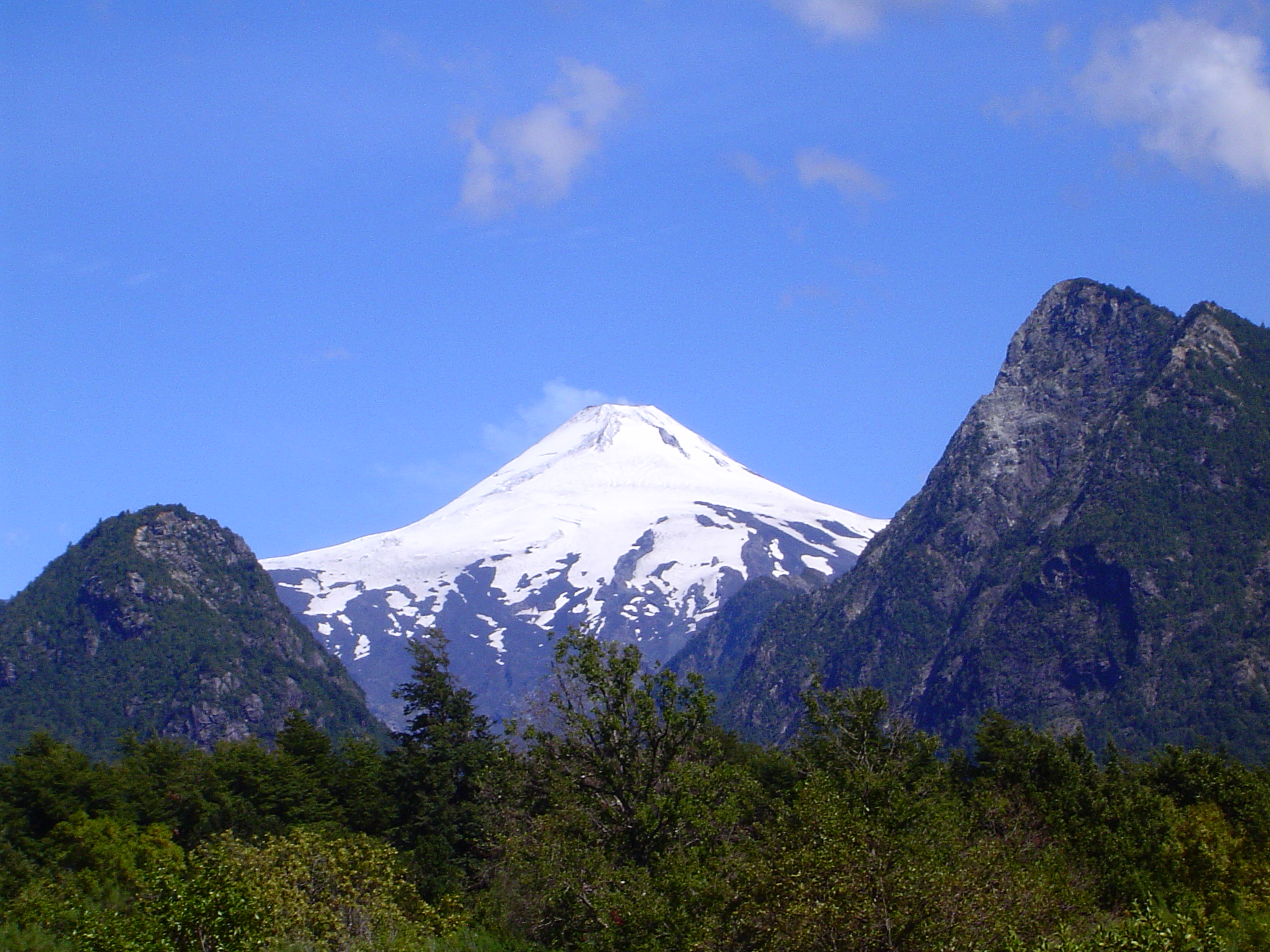

39°25′S 71°56′W / 39.417°S 71.933°W
比亞里卡國家公園（西班牙語：Parque nacional Villarrica）是智利的國家公園，位於該國中南部，由阿勞卡尼亞大區和河大區負責管轄，距離普孔12公里，成立於1940年11月28日，面積630平方公里。